# Кецмановић
Кецмановић је српскохрватско презиме. Значајни људи са презименом су:
- Војислав Кецмановић (1881–1961), први председник Републике Босне и Херцеговине
- Миомир Кецмановић (рођен 1999), српски тенисер
- Ненад Кецмановић (рођен 1947) српски је политиколог, политички аналитичар, публициста, социолог и професор универзитета у пензији.